# Fusillade de Laguna Woods
La fusillade de Laguna Woods est une fusillade de masse s'étant déroulée le 15 mai 2022 dans une église presbytérienne de la ville de Laguna Woods. Un homme armé est rentré dans l'église et a abattu une personne et blessé cinq personnes, dont quatre gravement, avant d'être maîtrisé par des fidèles de l'église.

## Les faits
Vers 13h26 (PDT), le suspect est entré dans l'église Geneva Presbyterian Church et a ouvert le feu, prenant d'assaut les quelque trente personnes réunies à un dîner après l'office du matin,. Après une première salve de balles, un groupe de fidèles s'est saisi du suspect et l'a attaché en hogtie (en) avec un câble électrique avant que ce dernier ne puisse recharger son arme,.

## Suspect et victimes
Le suspect est un homme d'origine taïwanaise âgé d'une soixantaine d'années,. Il possédait deux armes sur lui lorsque détenu. Selon la police locale et les fidèles, il n'était jamais venu à l'église à Laguna Woods et ne venait pas de la ville,. Le tireur serait plutôt originaire de Las Vegas et le motif de son crime est inconnu, mais était probablement la haine,.
Les victimes sont majoritairement d'origine taïwanaise, la ville étant peuplée à grande partie de retraités et d'Asiatiques. La victime décédée a été retrouvée directement à l'intérieur de l'église et quatre personnes ont été emmenées à l'hôpital dans un état critique. Une cinquième personne a subi des traitements pour des blessures mineures.